# Pluduno
Pluduno (tiếng Breton: Pludunoù, Gallo: Ploedunoe) là một xã của tỉnh Côtes-d'Armor, thuộc vùng Bretagne, tây bắc Pháp.

## Dân số
Người dân ở Pluduno được gọi là Pludunéens.